# Ingemund

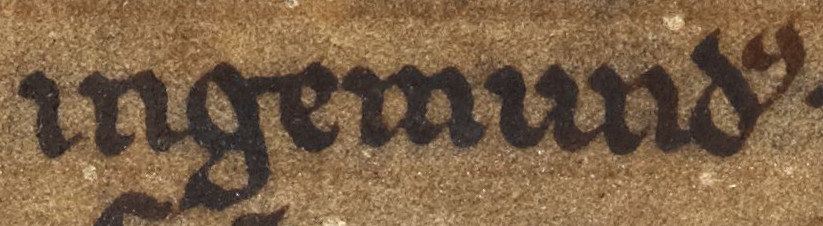
Un extracto del 34.º folio de Las crónicas de Mann, con la inscripción latina Ingemundus.

Para el vikingo que devastó Gales en el siglo X, véase Ingimundr.
Ingemund (m. 1097) fue un caudillo vikingo del siglo XI que se menciona en las crónicas de Mann como enviado real de Magnus III de Noruega para gobernar el archipiélago de las Hébridas Exteriores. Su mandato fue efímero pues al poco tiempo ya tuvo graves incidentes con caudillos locales y fue asesinado junto a su séquito en Lewis. Desde 1093 el rey Magnus tenía obsesión por someter las Orcadas, Hébridas, y Mann bajo la corona noruega, oportunidad que se vio fortalecida con la muerte de Godred Crovan en 1095 y la posterior inestabilidad política en la región. Es un personaje histórico que no aparece en ninguna saga nórdica por lo que es imposible trazar una genealogía o conocer algo más de la vida de Ingemund.
La crónica detalla que nada más llegar a Lewis, envió un mensaje a todos los caudillos de las islas, reuniéndolos en un thing y exigiendo ser reconocido como rey. Como no hubo consenso, mientras esperaba la decisión de la asamblea, se dedicó a saquear las islas con sus hombres, violando a las mujeres, y ofreciendo a su tripulación «todo tipo de placeres y gratificaciones». La asamblea no tardó mucho en tomar una decisión tras los hechos y se volvió contra Ingemund, emboscándole durante una noche cerrada y matando a todo su séquito a fuego y espada.

## Consecuencias
La muerte de Ingemund provocó que Magnus lanzase una expedición al año siguiente, reuniendo una gran flota y dirigiéndose a las islas del norte donde impuso a su hijo como jarl de las Orcadas, luego se dirigió hacia el oeste y devastó la isla de Lewis para seguir con sus incursiones en las Hébridas, Mann y llegar hasta Gales.